# خودروی فابریکا پریبوج
فاپ (سیریلیک صربی: FAP) شرکت دولتی خودروسازی صربستانی است، که در سال ۱۹۵۲ تأسیس شد.